# فولكر سبرينجل
فولكر شبرينجل (ولد في 18 نوفمبر 1970 في باكنانغ ) هو عالم فيزياء فلكية وعالم فلك ألماني. وهو مدير في معهد ماكس بلانك للفيزياء الفلكية ، حيث يرأس قسم أبحاث الفيزياء الفلكية العددية.

## حياته
شبرينجل بدأ دراسة الفيزياء في عام 1991 الفيزياء في جامعة توبنغن كحامل منحة دراسية من مؤسسة المنح الأكاديمية الألمانية (مع إقامة لمدة عام كطالب تبادل في جامعة بيركلي في 1994/1995)، وتخرج في عام 1996 من جامعة توبنغن تحت إشراف هانز رودر ومعهد ماكس بلانك للفيزياء الفلكية تحت إشراف سيمون وايت ( Topology and Luminosity Function of the PSCz Redshift Survey ). وفي عام 2000 حصل على درجة الدكتوراه في الفيزياء الفلكية ( On the formation and evolution of galaxies ) من معهد ماكس بلانك للفيزياء الفلكية وجامعة لودفيج ماكسيميليان في ميونيخ تحت إشراف سيمون وايت. عمل كباحث ما بعد الدكتوراه في مركز هارفارد سميثسونيان للفيزياء الفلكية بجامعة هارفارد، وعمل لفترة وجيزة كمستشار إداري، ثم عمل في معهد ماكس بلانك للفيزياء الفلكية في جارشينج، حيث تم تعيينه في عام 2003 وأصبح مشرف مجموعة باحثين في عام 2005. من عام 2010 إلى عام 2018 كان أستاذًا للفيزياء الفلكية النظرية في جامعة هايدلبرغ ورئيسًا لمجموعة الفيزياء الفلكية النظرية في معهد هايدلبرغ للدراسات النظرية . وفي عام 2012 أصبح فولكر شبرينجل عضوًا خارجيًا في جمعية ماكس بلانك في معهد ماكس بلانك لعلم الفلك في هايدلبرغ ومنذ عام 2018 أصبح عضوًا علميًا ومديرًا في معهد ماكس بلانك للفيزياء الفلكية في جارشينج.

## مجالات البحث
يهتم شبرينجل بشكل خاص بالمحاكاة العددية الحاسوبية لتكوين أشكال المجرات المختلفة. على سبيل المثال، كان مشاركًا بشكل كبير في محاكاة الألفية ، التي احتلت أجهزة الكمبيوتر العملاقة في مركز بيانات معهد ماكس بلانك للفيزياء الفلكية لمدة شهر وأدت محاكاة تطوير مكعب يبلغ طول حافته 2 مليار سنة ضوئية يحتوي على حوالي 20 مليون مجرة. مجال آخر للبحث هو المحاكاة الرقمية لتوضيح دور المادة المظلمة (على سبيل المثال، عن طريق محاكاة نماذج كونية مختلفة للطاقة المظلمة والمادة المظلمة  ) والتجارب المحتملة لاكتشافها (على سبيل المثال، من فيزياء الفناء ).
كما قام شبرينجل وزملاؤه بمحاكاة تطور المجرات واصطدامها بالثقوب السوداء الضخمة. ووجد أن النجوم الزائفة تتشكل في البداية، مطلقة قدرًا كبيرًا من الطاقة بحيث تخرج غاز ا من محيط الثقب الأسود، مما يؤدي إلى قمع المزيد من تشكل النجوم وكذلك المزيد من نمو الثقب الأسود الهائل. وقد أدى هذا أيضًا إلى حل مسألة محاكاة تشكّل المجرات في الكون المبكر، مما يؤدى إلى كثافة نجمية أعلى بكثير مما يلشاهد في الواقع.  وهذا سمح له وزملاؤه بتفسير العلاقة بين كتلة الثقب الأسود وتوزيع سرعة النجوم في المجرة ، وتوقعوا وجود حد لمرحلة الكوازار يصل إلى 100 مليون سنة.

## الجوائز
في عام 2004 حصل شبرينجل على جائزة هاينز ماير-ليبنيتز ، وفي عام 2000 حصل على ميدالية أوتو هان من جمعية ماكس بلانك . وفي عام 2009 حصل على جائزة كلونج-ويلهيلمي-ويبربانك عن عمله في الفيزياء الفلكية العددية، وخاصة فيما يتعلق بتكوين المجرات والثقوب السوداء الهائلة. في عام 2013 حصل على منحة ERC Consolidator.
من عام 2006 إلى عام 2011 كان عضوًا في أكاديمية الشباب ، والتي تدعمها أكاديمية برلين براندنبورغ للعلوم والعلوم الإنسانية ومؤسسة ليوبولدينا. في عام 2016، تم انتخاب فولكر شبرينجل كعضو ( رقم التسجيل 7681 ) في ليوبولدينا .  وهو عضو في الأكاديمية الوطنية للعلوم منذ عام 2020. وفي عام 2020 حصل (مع لارس هيرنكويست ) على جائزة جروبر لعلم الكونيات . حصل شبرينجل على جائزة جوتفريد فيلهلم لايبنيز لعام 2021.

## كتاباته
- mit Simon D. White, G. Tormen, G. Kauffmann: Populating a cluster of galaxies – I. Results at z = 0, Monthly Notices Roy. Astr. Soc., Band 328, 2001, S. 726–750
- mit N. Yoshida, S. D. M. White: GADGET: a code for collisionless and gasdynamical cosmological simulations, New Astronomy, Band 6, 2001, S. 79–117
- V. Springel, [Online "Die Entstehung der Galaxien"], Physik Journal (بالألمانية), vol. 2, no. 6, pp. 31–38 {{استشهاد}}: تحقق من قيمة |URL= (help)
- mit L. Hernquist: Cosmological smoothed particle hydrodynamics simulations: a hybrid multiphase model for star formation, Monthly Notices Roy. Astron. Soc., Band 339, 2003, S. 289–311
- Volker Springel, "Die Millenium-Simulation – Mit einem Superrechner auf den Spuren der Galaxien", Sterne und Weltraum (بالألمانية), vol. 45, pp. 30–40
- mit Simon White: S. D. M. White, V. Springel, "Fitting the universe on a supercomputer", Computing in Science Engineering (بالألمانية), vol. 1, no. 2, pp. 36–45, DOI:10.1109/5992.753045
- Volker Springel, "Superrechner in der Kosmologie", Informatik-Spektrum (بالألمانية), vol. 32, no. 6, pp. 449–457, DOI:10.1007/s00287-009-0385-y
- mit T. Di Matteo, L. Hernquist: Modelling feedback from stars and black holes in galaxy mergers, Monthly Notices Roy. Astron. Soc., Band 361, 2005, S. 776–794
- mit Tiziana Di Matteo, Lars Hernquist: Energy input from quasars regulates the growth and activity of black holes and their host galaxies, Nature, Band 433, 2005, S. 604–607
- The Cosmological simulation code GADGET-2, Monthly Notices of the Royal Astronomical Society, Band 364, 2005, S. 1105–1134
- mit anderen: Simulating the joint evolution of quasars, galaxies and their large-scale distribution, Nature, Band 435, 2005, S. 629–636
- mit S. D. M. White, C. S. Frenk u. a.: Simulations of the formation, evolution and clustering of galaxies and quasars, Nature, Band 435, 2005, S. 629
- mit Darren J. Croton, Simon White, C. S. Frenk, G. De Lucia, L. Gao, A. Jenkins, G. Kauffmann, J.F. Navarro, N. Yoshida: The Many lives of AGN: Cooling flows, black holes and the luminosities and colours of galaxies, Monthly Notices of the Royal Astronomical Society, Band 365, 2006, S. 11–28, Erratum: Mon.Not.Roy.Astron.Soc., Band 367, 2006, S. 864
- mit P. F. Hopkins, Hernquist, Di Matteo, T. J. Cox, B. Robertson: A unified, merger-driven model of the origin of starbursts, quasars, the cosmic X-ray background, supermassive black holes, and galaxy spheroids, Astroph. J. Suppl. Ser., Band 163, 2006, S. 1
- mit J. Wang u. a.: The Aquarius Project: the subhaloes of galactic haloes, Monthly Notices of the Royal Astronomical Society, Band 391, 2008, S. 1685–1711

## روابط الويب
- "Homepage am MPA". اطلع عليه بتاريخ 2019-04-18. {{استشهاد ويب}}: تجاهل المحلل الوسيط |abruf-verborgen= لأنه غير معروف، ويقترح استخدام |access-date= (مساعدة)
- نصوص عن فولكر سبرينجل في فهرس مكتبة ألمانيا الوطنية